# Phare de Bagatao
Le phare de Bagatao est un phare historique situé sur l'île de Bagatao dans l'entrée de la Sorsogon Bay (en) dans la municipalité de Magallanes, de la province de Sorsogon, aux Philippines.
Ce phare géré par le Maritime Safety Services Command (MSSC) , service de la Garde côtière des Philippines (Philippine Coast Guard ).

## Histoire

### Période espagnole
La construction d'un phare avait été envisagée sur l'île de Bagatao pour aider les navires à naviguer sur la passe de Ticao avec le phare de Capul à l'entrée du détroit de San-Bernardino et du phare de Bugui Point au nord de Masbate. Dans le plan final approuvé, il avait été décidé de déplacer l'emplacement de Bagatao à l'île de San Miguel sur la pointe nord de l'île de Ticao.

### Période américaine
Un phare sur l'île de Bagatao était l'une des propositions retenues par le Bureau de la construction des phares pour l'exercice 1903-1904. La tour prévue était l'une des nombreuses acquisitions de tours préfabriquées achetées par l'Espagne à la France et qui avaient été retrouvées dans l'entrepôt de la vieille commission espagnole des phares.
Un groupe de travail a été envoyé sur l'île pour commencer à travailler sur le phare en janvier 1904. Le groupe se composait de deux Américains, de 6 à 10 charpentiers chinois, et d'une trentaine d'ouvriers philippins engagés à Manille à cause de la difficulté de trouver des travailleurs locaux.
Des quartiers temporaires ont été construits pour les ouvriers et des entrepôts pour le matériel. Une jetée en maçonnerie a également été construite pour l'approvisionnement par bateaux. Une route de service entre la jetée et le site de la tour a été dégagée. Des puits ont été creusés pour tenter d'obtenir de l'eau douce sur l'île.
La tour métallique a été ancrée sur une base de béton sur le rocher sommital avec des boulons d'ancrage d'un mètre de long. L'habitation à ossature bois a aussi été fixée sur des piliers de béton.
La lumière blanche clignotante du sixième ordre, équipée à la fois d'un brûleur incandescent et d'un brûleur ordinaire, a été allumée pour la première fois le 15 mai 1904. Un feu rouge fixe était également affiché sur un trépied à l'est du feu clignotant.
Le reste des travaux effectués en juillet et août consistait à finir et à peindre les bâtiments permanents, à enlever les structures temporaires et à couper le bois pour d'autres stations, le bois coupé sur place coûtant moins cher et était de même qualité  que le bois à Manille.

## Description
Ce phare est une tour octogonale préfabriquée en fer de 9 m de haut avec galerie et lanterne, mis en service en 1904. La station possédait aussi une maison de gardien qui a été démolie.Le phare est peint en blanc. Il est érigé sur l'extrémité sud-ouest de l'île. Ce phare émet, à une hauteur focale de 41 m, un éclat blanc toutes les 10 secondes. Sa portée est de 17 milles marins (environ 31 km). Il était équipé d'une lentille de Fresnel de 6e ordre, mais sa lumière a été récemment remplacée par une lampe moderne fonctionnant à l'énergie solaire.
Il marque l'entrée de la baie de Sorsogon, mais aide également les navires à virer au large de l'île Ticao (province de Masbate) lorsqu'ils se dirigent vers le détroit de San-Bernardino pour sortir vers l'océan Pacifique.
Identifiant : ARLHS : PHI-006 ; PCG-.... - Amirauté : F2536 - NGA : 14164 .
|                                       |
| Localisation de Magallanes (Sorsogon) |

### Lien connexe
- Liste des phares aux Philippines